# Josiah Ritchie
Major Josiah George Ritchie (Westminster, 18 oktober 1870 – Ashford, 28 februari 1955) was een tennisspeler uit Groot-Brittannië. Ritchie is een vijfvoudig winnaar van het Open Duitse tenniskampioenschappen. in 1908 won hij op de banen van Wimbledon olympische goud in het enkelspel en zilver in het dubbelspel, tijdens het olympische indoortoernooi won Ritchie de bronzen medaille. Samen met de Nieuw-Zeelander Anthony Wilding won hij zowel in 1908 als in 1910 het toernooi van Wimbledon. Op vijftigjarige leeftijd behaalde Ritchie nog de halve finale van het World Covered Court Championships.